# Rhododrilus tetratheca
Rhododrilus tetratheca är en ringmaskart som beskrevs av Lee 1959. Rhododrilus tetratheca ingår i släktet Rhododrilus och familjen Acanthodrilidae. Inga underarter finns listade i Catalogue of Life.